# Крысинский сельский совет (Харьковская область)
Крысинский сельский совет — входит в состав Богодуховского района Харьковской области Украины.
Административный центр сельского совета находится в селе Крысино.

## История
- 1918 — дата образования.

## Населённые пункты совета
- село Крысино
- село Бабенки
- село Кадница
- посёлок Максимовка
- село Новосёловка